# Rudolf Brajičić
Rudolf Brajičić (Zenica, 12. travnja 1918. – Zagreb, 13. siječnja 2007.) bio je hrvatski katolički svećenik, isusovac, teolog i filozof.

## Životopis

### Djetinjstvo
Rođen je pred kraj Prvog svjetskog rata, 12. travnja 1918. Preci mu potječu iz Podstrane u dalmatinskoj Hrvatskoj. U tom kraju slavne proslosti (Poljička Republika) odrastao je i Rudolf, no rodio se u srcu Bosne - u Zenici. Ondje je naime njegov otac Špiro radio u državnoj službi u vrijeme dok su Bosna i Hercegovina bile unutar Austro-Ugarskog Carstva. U Bosni je i pobožna majka Ivanica rođ. Božiković rodila troje djece: Danicu, Julija i Rudolfa. Najmlađi je bio Rudolf.
Poslije raspada Habsburške Monarhije otac Špiro se vraća s obitelji u svoj zavičaj te postaje seoski trgovac i poduzetnik u Strožancu. Kada su djeca završila osnovnu školu u nedalekom Stobreču, otac ih želi – majka je u to vrijeme umrla – dalje školovati, pa sinove Julija i Rudolfa upisuje u splitsku klasičnu gimnaziju, a poslije i kćerku Danicu u domaćinsku školu kod časnih sestara franjevki (kasnije je ušla u Družbu sestara služavki malog Isusa). Za vrijeme gimnazije (1928. – 1936.), u trećem razredu, Rudolf je postao sjemeništarac Splitske biskupije. S vremenom se u njemu pojavila zelja da ostvari svećenicko zvanje u isusovačkom redu. Stoga osmi razred zavrsava u Travniku, gdje su isusovci vodili klasičnu gimnaziju Vrhbosanske nadbiskupije.

### Formacija u Družbi Isusovoj
Poslije ispita zrelosti u Travničkoj gimnaziji, stupa u Družbu Isusovu (30. srpnja 1936.). Dvogodišnju kušnju obavio je u novicijatu na Jordanovcu u Zagrebu, pod vodstvom p. Ivana Kozelja.
Nakon novicijata završava trogodišnji studij filozofije (1938. – 1941.) na novoosnovanom Filozofskom institutu Družbe Isusove u Zagrebu (1937.), smještenom u Kolegiju na Jordanovcu, gdje je već od 1930. godine bio novicijat i dom duhovnih vježbi. Poslije filozofije, prema isusovačkom načinu duhovno-intelektualne izgradnje vlastitih mladih članova (skolastika), obavlja tzv. magisterij (didakticko-pedagoški staž), kada provjerava praktičnu sposobnost djelovanja kao budući apostolski radnik. Tako je skolastik Rudolf Brajičić kroz dvije godine bio odgojitelj u Nadbiskupskom dječačkom sjemeništu na Šalati u Zagrebu (1941. – 1943.).
Samoodgojno dozrijevanje nastavlja poslije »magisterija« za četverogodišnjeg studija teologije (1943. – 1947.). U to vrijeme isusovački bogoslovi studiraju na Katoličkom bogoslovskom fakultetu u Zagrebu, ali i kod kuće (u rezidenciji u Palmotičevoj 33) pod vodstvom otaca koji su studije s doktoratima završili na učilištima Družbe Isusove u raznim europskim zemljama prije Drugoga svjetskog rata. P. Brajičiću i njegovoj generaciji rat je naime onemogućio studij u inozemstvu.
Nakon trogodišnjega teološkog studija zaredio ga je za svećenika u kapeli nadbiskupskog dvora zagrebački nadbiskup dr. Alojzije Stepinac (18. kolovoza 1946.). Godinu dana kasnije diplomirao je teologiju. Završnu duhovnu formaciju (tzv. treću probaciju) obavlja u Dubrovniku pod vodstvom p. Ivana Jagera (1951. – 1952.). Uvidjevši njegove intelektualne sposobnosti, poglavari ga šalju na daljnji studij. Tako je god. 1956. postigao doktorat iz teologije na Katoličkom bogoslovskom fakultetu u Zagrebu. Pod vodstvom prof. dr. Stjepana Bakšića napisao je i obranio radnju »Utrum nomine “Pater Noster” secundum Sacram Scripturam prima tantum Persona an tota Trinitas intelligenda sit?«.

### Profesor
Još prije doktorata p. Brajičić je počeo predavati predmete dogmatske teologije na novootvorenom (1953.) Teološkom institutu Družbe Isusove u Zagrebu (Palmotićeva 33), a već od 1947. god. davao je dopunske satove iz teologije mladoj subraći koja su studirala na Katoličkom bogoslovskom fakultetu na Kaptolu. U glavnom gradu Hrvatske djeluje kao profesor teologije na Teološkom, odnosno Filozofsko-teološkom institutu Družbe Isusove preko četrdeset godina, i to će mu biti glavni apostolski posao (nekoliko je semestara predavao i na Visokoj bogoslovnoj školi u Sarajevu). I kao umirovljeni profesor vodio je zanimljive seminare studentima filozofije i teologije (npr. o Kantu, o ženi u Crkvi, o islamu itd.).
P. Brajičiću su bile u Hrvatskoj pokrajini Družbe Isusove povjerene razne upravne i organizatorske službe. Tako je od 1957. do 1961. god. rektor Kolegija na Jordanovcu u Zagrebu i savjetnik provincijalova vijeća, a od 1969. do 1975. nadstojnik Filozofsko-teološkog instituta Družbe Isusove. Pokrenuo je (1967.) i uređivao list za duhovnu izgradnju »Gospino ognjište«, koji je 1971. prerastao u časopis za religioznu kulturu »Obnovljeni život« (urednik od 1971. do 1978.). Uz suradnju drugih pisaca započeo je (1977.) izdavati teološki niz »Komentari dokumenata Drugog vatikanskog sabora«. Nažalost, od zamišljenih trinaest svezaka tiskano je samo sedam. Od godine 1977. do 1990. bio je instruktor (duhovni učitelj) mladih isusovaca-svećenika, koji svoju cjelokupnu ignacijevsku izgradnju završavaju višemjesečnom kušnjom (tzv. treća probacija) i polaganjem posljednjih zavjeta. 
Na razini mjesne Crkve p. Brajičić je bio član Teološke komisije Biskupske konferencije Jugoslavije (1970. – 1979.), potpredsjednik Hrvatskog mariološkog instituta pri Katoličkom bogoslovnom fakultetu u Zagrebu (1976. – 1977.), nacionalni tajnik Apostolata molitve (1984. – 1993.), a osim toga i redoviti član Papinske međunarodne marijanske akademije u Rimu.
Preminuo je u 13. siječnja 2007. u Zagrebu, u 89. godini života, 71. redovništva u Družbi Isusovoj i 61. svećeništva.

## Profil

### Teološko-filozofski profil
Brajičićev spisateljski rad može se razdijeliti u dva dijela: onaj prije Drugoga vatikanskog sabora i onaj poslije njega. Ako bismo htjeli ukratko istaknuti obilježje toga djelovanja, može se reći sljedeće: Rudolf Brajičić je teolog koji ide tragovima teološke intuicije sa željom da je kategorizira i postavi u polje logike. Budući da to ne ide bez snažne potpore filozofije, moglo se očekivati da će se baviti i filozofskim problemima. Tako je i bilo. On teologiju i filozofiju ne prepričava, nego u njima otkriva nove vidike.
Prije Koncila izdao je – inspiriran Monsabreom – kratke konferencije o Bogu, Trojstvu, stvaranju i čovjeku. Zanimljivo, u jednoj od tih konferencija iz šezdesetih godina u svezi s atomskom fizikom spominje »vilinski ples atomskih čestica iza vidljivih zidova materije«. Danas pak fizičari govore o »svemirskom plesu« tih istih čestica, zanoseći se holističkim shvaćanjem svemira. U svojoj doktorskoj radnji dokazao je da nebeskom Ocu, prvoj božanskoj Osobi, pripada prednost u milosnom odnosu prema nama, a ne cijelom Presvetom Trojstvu, što se u teologiji inače držalo sigurnim teološkim zaključkom. Koncil mu je dao pravo, posebice u obnovljenoj liturgiji. Pišući o mariološkim problemima u inozemnom časopisu »Marianum«, upozorava da možemo govoriti o dva vidika otkupljenja: ne samo u subjektivnom nego i u objektivnom redu. To je pisanje našlo odjeka u disertaciji Brazilca G. Baraune i u školskim priručnicima Španjolca I. A. de Aldame. Općenito govoreći, Brajičić je posvetio možda svoje najljepše stranice području mariologije. Velika mu je zapreka spisateljskom radu prije Koncila ipak bila praktička nemogućnost objavljivanja radova u Hrvatskoj. Stoga je i pokušavao u nekoliko navrata svoje misli priopćiti preko inozemnih časopisa na latinskom jeziku (Divus Thomas, Marianum, Ecclesiastica Xaveriana).
Tek poslije Koncila, kad su komunističke vlasti u nas donekle »odškrinule« vrata Crkvi, mogao je Brajičić slobodnije i obilnije pisati članke i studije o raznim teološkim pitanjima u domaćim časopisima. U »Obnovljenom životu«, čiji je bio glavni pokretač, redovito će pisati o raznim teološkim i filozofskim temama te se osvrtati na mnoge novije pojave u Crkvi i društvu. Budno će paziti na razvoj pokoncilske problematike, o čemu je imao i referat na Biskupskoj konferenciji Jugoslavije. Radi na posuvremenjivanju crkvenog nauka, napose kristologije. Crkveni su se oci iz prvih stoljeća kršćanstva borili za stvarnost Kristova čovještva protiv doketa i za integritet njegove ljudske naravi protiv Apolinara, kasnije monofizita i monoteleta, a Brajičić se u naše vrijeme – složno s nekim novijim teolozima i originalno – zauzimao za integritet Kristove ljudske psihe, sto je vrlo važno za današnjeg čovjeka.
Zanimao ga je još više sam način posuvremenjivanja, kako bi mu osigurao sto veću učinkovitost i pravilnost, budući da ono mora biti neprestano, a ne prigodno. Za Brajičića je posuvremenjivanje transcendentalna relacija biti kršćanskih otajstava naspram načina doživljavanja životnih vrednota u pojedinim povijesnim epohama. Dva su termina pritom odlučna: bit i suvremenost. Tim će izrazima označiti možda svoje najzrelije teološko djelo, koje će dobiti visoku ocjenu naših teoloških stručnjaka: »Bit i suvremenost Crkve« s podnaslovom »Putevi vjerničke svijesti danas«. Prvi od njih (bit) zeli naglasiti utemeljenost na tradiciji, a drugi (suvremenost) ističe okrenutost prema »ovdje i sada« pokoncilske Crkve. Gledajući kroz taj svoj prozor »biti i suvremenosti«, Brajičić nas pokušava, napose u svojim komentarima koncilskih dokumenata, staviti na sigurno tlo »aggiornamenta«. Šteta što ovaj vrsni poznavatelj teologije nije sudjelovao kao teološki stručnjak na Drugom vatikanskom saboru, jer bi to olakšalo i obogatilo njegov rad na komentarima koncilskih dokumenata, kojima je posvetio niz mukotrpnih godina.
P. Brajičić u svojim teoloskim radovima konceptualno i metodološki slijedi skolastičku misao, ali ulazi i u suvremene teološke pravce. Tako prvi uvodi u hrvatsku teološku literaturu načela tzv. kerigmatske teologije (usp. djelo »Životna toplina kršćanskih misterija. Kerigmatički pogled na dogmu«). Njegov je način govora dijaloški, a ne iskuljučiv. To ne znači da svoje misli i stavove ne iznosi vjernički iskreno i znanstveno-istraživački pošteno. S posebnom zauzetošću godinama je širokom vjerničkom čitateljstvu u »Glasniku Srca Isusova i Marijina« tumačio smisao pobožnosti prema Kristovu Srcu te važnost i teološko značenje Apostolata molitve.
Istim duhom čovjeka intuicije i logike Brajičić se uhvatio u koštac s prvakom novovjekovne filozofije – Kantom, baveći se napose problemom njegovih sintetičkih sudova »a priori«. Taj intenzivni dijalog s Kantom iznjedrio je zanimljivu knjigu »Opravdanje čistog uma. U svjetlu transcendentalnih odnosa«. Brajičić je nakon Stjepana Zimmermanna jedini u nas koji je o Kantu pisao na originalan način, te tako obogatio hrvatsku filozofijsku misao.
Posljednjih desetak godina spisateljskog djelovanja sve se više okretao filozofskim promišljanjima. Osim spomenutog djela o Kantu objavio je jos tri knjige strogo filozofskog karaktera. Onu s naslovom  »Filozofski eksperiment« smatrao je svojim glavnim djelom, koje je doživjelo povoljne ocjene. Brajičić je ponudio svoje rješenje teorije spoznaje, zahtijevao širu tematiku filozofiranja od one u aristotelovsko-tomističkom sustavu te ukazao na nove metodološke putove. Njegova je poruka skolastickoj filozofiji da se uz pomoć modernih filozofa može unijeti mnogo svjetla u filozofiju »perennis«.

## Počasti
- Zbornik radova „Synthesis theologica” prigodom 75. obljetnice života (Zagreb, 1994.).[2]
- Za osobite zasluge u znanosti odlikovan je god. 1996. Redom Danice hrvatske s likom Ruđera Boškovića.

## Djela
- Utrum nomine »Pater Noster« secundum Sacram Scripturam prima tantum Persona an tota Trinitas intelligenda sit? [doktorska disertacija, ciklostil], Zagreb, 1956.
- Tko ako ne ja? Devet razmatranja za duhovnu obnovu [cikl.], Zagreb, 1962.
- Životna toplina kršćanskih misterija. Kerigmatički pogled na dogmu [cikl.], Zagreb, 1963.
- Temelji Božje kuće u srcu. Razmatranja, Zagreb, 1965.
- Čovjek. Kratke konferencije, Zagreb, 1965 (2. izd. 1994).
- Bog. Kratke konferencije, Zagreb, 1966 (2. izd. 1994).
- Troosobni Bog. Kratke konferencije o presvetom Trojstvu, Zagreb, 1967 (2. izd. 1996).
- Vidljivi i nevidljivi svijet. Kratke konferencije o materijalnom svijetu i anđelima, Zagreb, 1969 (2. izd. 1994).
- Temeljne misli o sakramentima [cikl.], Zagreb, 1970.
- Bilješke o Euharistiji [cikl.], Zagreb, 1971.
- Građa za traktat o milosti [cikl.], Zagreb, 1972.
- Teologija o Bogu [cikl.], Zagreb, 1972.
- Dogmatska konstitucija o Crkvi. Komentar s drugim autorima, I. sv. Zagreb, 1977, II. sv. 1981.
- Bog – naš Otac i Stvoritelj, Slavonski Brod, 1985.
- Bit i suvremenost Crkve. Putevi vjerničke svijesti danas, Zagreb, 1986.
- Opravdanje čistoga uma. U svjetlu transcendentalnih odnosa, Zagreb, 1988.
- Dekret o apostolatu laika. Komentar, Zagreb, 1990.
- Filozofski eksperiment. Signifikantni i egzistentni vidici u filozofiji, Zagreb, 1996.
- Filozofija i filozofije. Filozofski fragmenti. Dovršavanje-suprotstavljanje-zbližavanje, Zagreb, 1999.
- Govor o Apsolutu govor je o misteriju. Misterij, kljucni pojam filozofije, Zagreb, 2000.